# 若桜村
若桜村（わかさそん）は、鳥取県八頭郡にあった自治体である。1896年（明治29年）3月31日までは八東郡に属した。

## 概要
現在の若桜町大字若桜・高野・三倉に相当する。千代川水系八東川上流域に位置した。
平安時代には和名類聚抄に記載される因幡国八上郡十二郷の1つ若桜郷に属した。藩政時代には鳥取藩領の八東郡若桜郷（わかさのごう）に属する高野村・若桜宿・三倉村があった。
若桜宿は元禄14年（1701年）に若桜村から改称したと言われ、若桜街道（播州往来）の宿場として栄えた。また当地を本拠地とする鳥取藩支藩の若桜新田藩が成立したものの独自性は極めて小さかった。

## 沿革
- 1881年（明治14年）9月12日 - 鳥取県再置。
- 1883年（明治16年）3月 - 連合戸長役場を若桜宿に設置。
- 1889年（明治22年）10月1日 - 町村制の施行により、高野村・若桜宿・三倉村が合併して村制施行し、八東郡若桜村が発足。旧村名を継承した3大字を編成。赤松村との組合役場を若桜宿に設置[4]。
- 1896年（明治29年）4月1日 - 郡制の施行により、八上郡・八東郡・智頭郡の区域をもって八頭郡が発足し、八頭郡若桜村となる。
- 1909年（明治42年）4月1日 - 赤松村、菅野村と合併して若桜町（初代）が発足。同日若桜村廃止[5]。

## 行政

### 戸長
- 若桜宿外7ヶ村連合戸長役場：君村泰次郎[6]
管轄区域：若桜宿・高野村・三倉村（後の若桜村）、赤松村・来見野村・諸鹿村・屋堂羅村・浅井村（後の赤松村）[1][7]

### 歴代組合村長
| 氏名       | 就任年月日                 | 退任年月日                | 備考                                                    |
| ---------- | -------------------------- | ------------------------- | ------------------------------------------------------- |
| 土肥實道   | 1889年（明治22年）12月27日 | 1893年（明治26年）6月21日 |                                                         |
| 松本省吾   | 1893年（明治26年）12月27日 | 1894年（明治27年）3月28日 |                                                         |
| 木島七次郎 | 1894年（明治27年）4月28日  | 1894年（明治27年）8月31日 |                                                         |
| 遠藤多平   | 1894年（明治27年）9月18日  | 1896年（明治29年）4月21日 | 前国英村長                                              |
| 吉村矩道   | 1896年（明治29年）4月22日  | 1900年（明治33年）3月14日 |                                                         |
| 松田龍造   | 1900年（明治33年）3月27日  | 1905年（明治38年）5月8日  |                                                         |
| 小倉礼吉   | 1906年（明治39年）11月22日 | 1909年（明治42年）3月31日 | 4月1日から7月26日まで町長事務取扱者 9月10日まで若桜町長 |
| 参考文献 - |                            |                           |                                                         |

## 交通
- 若桜街道：現在は旧街道沿いに国道29号が整備

## 出身者
- 石井頼三（商品学者）